# Správní obvod obce s rozšířenou působností Krnov
Správní obvod obce s rozšířenou působností Krnov je od 1. ledna 2003 jedním ze tří správních obvodů rozšířené působnosti obcí v okrese Bruntál v Moravskoslezském kraji. Rozšířenou přenesenou působnost státu v něm vykonává Městský úřad Krnov. Správní obvod zahrnuje města Krnov, Janov a Město Albrechtice a dalších 22 obcí. Ve správním obvodu obce s rozšířenou působností Krnov jsou 3 správní obvody obcí s pověřeným obecním úřadem (Krnov, Město Albrechtice, Osoblaha).

## Seznam obcí
Poznámka: Města jsou vyznačena tučně. V závorce jsou uvedeny evidenční části obce, pokud se na ně obec člení.

### Správní obvod obce s pověřeným obecním úřadem Krnov
- Brantice (Brantice, Radim)
- Býkov-Láryšov (Býkov, Láryšov)
- Čaková
- Hošťálkovy (Hošťálkovy, Křížová, Staré Purkartice, Vraclávek)
- Krasov
- Krnov (Krásné Loučky, Pod Bezručovým vrchem, Pod Cvilínem)
- Lichnov (Lichnov, Dubnice)
- Úvalno
- Zátor (Zátor, Loučky)

### Správní obvod obce s pověřeným obecním úřadem Město Albrechtice
- Heřmanovice
- Holčovice (Holčovice, Dlouhá Ves, Hejnov, Jelení, Komora, Spálené)
- Janov
- Jindřichov (Jindřichov, Arnultovice)
- Liptaň (Liptaň, Bučávka, Horní Povelice)
- Město Albrechtice (Město Albrechtice, Burkvíz, Česká Ves, Dlouhá Voda, Hynčice, Linhartovy, Opavice, Piskořov, Valštejn, Žáry)
- Petrovice
- Třemešná (Třemešná, Damašek, Rudíkovy)
- Vysoká (Vysoká, Bartultovice, Pitárné)

### Správní obvod obce s pověřeným obecním úřadem Osoblaha
- Bohušov (Bohušov, Dolní Povelice, Karlov, Ostrá Hora)
- Dívčí Hrad
- Hlinka
- Osoblaha
- Rusín (Rusín, Hrozová, Matějovice)
- Slezské Pavlovice
- Slezské Rudoltice (Slezské Rudoltice, Amalín, Koberno, Víno)

## Obyvatelstvo
| Rok  | Obyv.  | ± %    |
| ---- | ------ | ------ |
| 1869 | 61 196 | —      |
| 1880 | 65 052 | +6,3 % |
| 1890 | 65 794 | +1,1 % |
| 1900 | 62 978 | −4,3 % |
| 1910 | 63 240 | +0,4 % |

| Rok  | Obyv.  | ± %     |
| ---- | ------ | ------- |
| 1921 | 61 397 | −2,9 %  |
| 1930 | 64 207 | +4,6 %  |
| 1950 | 37 739 | −41,2 % |
| 1961 | 42 968 | +13,9 % |
| 1970 | 42 098 | −2 %    |

| Rok  | Obyv.  | ± %    |
| ---- | ------ | ------ |
| 1980 | 43 758 | +3,9 % |
| 1991 | 42 676 | −2,5 % |
| 2001 | 43 299 | +1,5 % |
| 2011 | 40 269 | −7 %   |
| 2021 | 37 824 | −6,1 % |

## Geografie

### Poloha
SO ORP Krnov se nachází na severovýchodě Česka při státní hranici s Polskem, v podhůří Jeseníků, cca 55 km od ostravské aglomerace. Centrum mikroregionu Krnovsko, město Krnov, má v rámci SO ORP Krnov asymetrickou polohu.
SO ORP Krnov tvoří 35 % rozlohy okresu Bruntál a žije v něm 41 % obyvatel okresu Bruntál. Krnovsko má charakter průmyslově zemědělské oblasti.

### Fyzickogeografické poměry
SO ORP Krnov leží na styku dvou geomorfologických provincií, České vysočiny a Středoevropské nížiny. Většina území patří k provincii Česká vysočina, subprovincii Krkonošsko-jesenické (Sudetské), oblasti Jesenické (Východosudetské), celkům Nízký Jeseník, Zlatohorská vrchovina (polsky Góry Opawskie) a Hrubý Jeseník (část Heřmanovic). Část SO ORP Krnov patří k provincii Středoevropská nížina, subprovincii Středopolské nížiny, oblasti Slezská nížina, celku Opavská pahorkatina (polsky Płaskowyż Głubczycki), podcelkům Osoblažská nížina (část Osoblažska) a Poopavská nížina (část Úvalna a část Krnova). Dle publikace Vyšší geomorfologické jednotky České republiky je nejvyšším bodem geomorfologického celku Opavská pahorkatina vrstevnice 340 m n. m. jihovýchodně od vrchu Hradisko/Přední Cvilínský kopec. Vrch Hradisko/Přední Cvilínský kopec má 441 m n. m. a nachází se 2,5 km jihovýchodně od města Krnov v okrese Bruntál. Hydrologicky patří SO ORP Krnov do povodí Odry, do dílčích povodí Opavy a Osoblahy. Na řece Opavě v obci Nové Heřminovy v SO ORP Bruntál je naplánovaná stavba protipovodňové nádrže Nové Heřminovy.

### Chráněná území
- Chráněné krajinné oblasti (CHKO): Jeseníky.
- Přírodní rezervace (PR): Džungle, Krasovský kotel, Radim, Velký Pavlovický rybník.
- Přírodní památky (PP): Liptaňský bludný balvan, Oblík u Dívčího Hradu, Osoblažský výběžek, Staré hliniště.
- Evropsky významné lokality (EVL): Heřmanovice, Osoblažský výběžek, Staré hliniště.
- Ptačí oblasti: Jeseníky.

SO ORP Krnov též přímo sousedí s PP Úvalenské louky v okrese Opava, s polskou CHKO Góry Opawskie a s polskými přírodními parky (PřP) Rejon Mokre - Lewice a Las Głubczycki

### Jádro a periferie
Jádrovou oblastí – hlavním střediskem osídlení – je město Krnov a některé další navazující obce. Okrajovou (periferní) oblastí je Osoblažsko. Osoblažský výběžek je vztahově nekompaktním územím, podléhající střediskům mimo území.

### Rozvojové osy a venkovské oblasti
Okres Bruntál byl v usnesení vlády ČR č. 560 ze dne 17. května 2006 pro léta 2007 až 2013 ČR klasifikován jako hospodářsky slabý region, jelikož „na základě ukazatelů hospodářského a sociálního rozvoje vykazuje podstatně nižší úroveň rozvoje, než je průměrná úroveň v České republice“.
Severozápadní část ORP Krnov patří dle Politiky územního rozvoje ČR 2008 do Specifické oblasti SOB 3 Jeseníky – Králický Sněžník. SOB3 Králický Sněžník – Jeseníky je spojena s Rozvojovou oblastí OB 2 Ostrava v osách Opava – Krnov – Osoblaha (ve vazbě na rozvojovou osu nadmístního významu OS-N1), resp. Opava – Horní Benešov – Bruntál.
Obec Úvalno a město Krnov leží na Regionální rozvojové ose nadmístního významu OS N1 Ostrava - Opava - Krnov. a na Nadregionální rozvojové ose OR1 Olomouc – Šternberk – hranice Olomoucký kraj/Moravskoslezský kraj - Moravský Beroun - Bruntál – Krnov – hranice Česko/Polsko - Opole. Zbytek území ORP Krnov patří mezi periferní venkovské oblasti.

### Sociogeografická regionalizace
Geograf Ludvík Mištera charakterizuje Jesenickou podoblast Severomoravského kraje (Smk) jako území vyznačující se převažujícím horským reliéfem, v němž orografické jednotky vymezují pět obvodů. Jesenická podoblast Severomoravského kraje nemá však žádné hlavní středisko a inklinuje proto k ostravské průmyslové oblasti. Obvodními středisky jsou Šumperk, Jeseník, Krnov, Bruntál a Rýmařov. Dle sociálního geografa Petra Šindlera zahrnuje pohraniční region severní Morava a Slezsko okresy Šumperk, Bruntál, Opava, Ostrava-město, Karviná a Frýdek-Místek. Dle sociálního geografa Martina Hampla tvoří okresy Šumperk, Jeseník a Bruntál pohraniční region homogenního (zonálního) typu. Tento pohraniční region Jesenicko má regionální spád k vnitrozemskému centru Olomouc, resp. v případě okresu Bruntál i k Ostravě a Opavě. Dle Martina Hampla náleží s. o. ORP Krnov do vyššího mezoregionu Ostrava a v rámci mikroregionálního řádu je podřízen středisku Opava.
Obce SO ORP patří dle sociálního geografa Martina Hampla kromě oscilačních území do sociálněgeografického mikroregionu Krnovsko, jenž náleží do sociálněgeografického mezopregionu Ostravsko. V roce 1980 patřila obec Heřmanovice do mikroregionu Jesenicko (sociálněgeografický mezoregion Olomoucko). V roce 1991 patřily obce Heřmanovice, Petrovice a Janov do sociálněgeografického subregionu Zlatohorsko (sociálněgeografický mikroregion Jesenicko, sociálněgeografický mezoregion Olomoucko). Do sociálněgeografického mikroregionu Krnovsko patřila v roce 1991 i obec Sosnová. V roce 2001 patřila obec Heřmanovice do sociálněgeografického mikroregionu Bruntálsko (sociálněgeografický mezoregion Ostravsko).

### Subregiony
V roce 2008 vymezili sociolog Jiří Musil a sociální geograf Jan Müller na území SO ORP Krnov (mikroregion Krnovsko) 9 subregionálních jednotek (subregionů, dříve generelové jednotky). Jsou to subregionální jednotka Krnov (obce Krnov, Býkov-Láryšov, Úvalno, Hošťálkovy), subregionální jednotka Brantice (obce Brantice, Krasov), subregionální jednotka Zátor (obce Zátor, Čaková), subregionální jednotka Lichnov (obec Lichnov), subregionální jednotka Město Albrechtice (obec Město Albrechtice), subregionální jednotka Holčovice (obce Holčovice, Heřmanovice), subregionální jednotka Třemešná (obce Třemešná, Liptaň), subregionální jednotka Jindřichov (obce Jindřichov, Vysoká, Janov, Petrovice) a subregionální jednotka Osoblaha (obce Osoblaha, Slezské Pavlovice, Hlinka, Dívčí Hrad, Bohušov, Rusín Slezské Rudoltice).

### Středisková soustava osídlení
V rámci Střediskové soustavy osídlení patřila od 70. let 20. století do začátku 90. let 20. století pod středisko obvodního významu (SOOV, SOV) Krnov střediska místního významu (SOMV, SMV) Krnov, Jindřichov, Město Albrechtice, Osoblaha a Zlaté Hory (s nestřediskovým sídlem trvalého významu Heřmanovice). Nestřediskové sídlo trvalého významu (NSTV) Lichnov patřilo pod středisko místního významu Horní Benešov a pod středisko obvodního významu Bruntál.
- středisko obvodního významu Krnov
  - středisko místního významu Krnov
    - nestředisková sídla trvalého významu: Brantice, Hošťálkovy, Krasov, Krásné Loučky, Úvalno, Zátor, Loučky
      - nestředisková sídla ostatní (NSO):

  - středisko místního významu Jindřichov
    - nestředisková sídla trvalého významu: Janov, Vysoká
      - nestředisková sídla ostatní:

  - středisko místního významu Město Albrechtice
    - nestředisková sídla trvalého významu: Holčovice, Hynčice, Liptaň, Třemešná
      - nestředisková sídla ostatní:

  - středisko místního významu Osoblaha
    - nestředisková sídla trvalého významu: Bohušov, Dívčí Hrad, Hlinka, Rusín, Slezské Rudoltice
      - nestředisková sídla ostatní:

  - středisko místního významu Zlaté Hory
    - nestředisková sídla trvalého významu: Heřmanovice, Ondřejovice, Rejvíz
      - nestředisková sídla ostatní:

### Slučování a rozdělování obcí
- Od roku 1961 do 23. listopadu 1990 byla dnešní obec Slezské Pavlovice částí obce Osoblaha.
- Od roku 1961 do 23. listopadu 1990 byla dnešní obec Petrovice částí obce Janov.
- Od 30. dubna 1976 do 23. listopadu 1990 byla dnešní obec Dívčí Hrad částí obce Osoblaha.
- Od 1. ledna 1980 do 23. listopadu 1990 byla dnešní obec Hlinka částí obce Osoblaha.
- Od 1. ledna 1980 do 23. listopadu 1990 byla dnešní obec Čaková částí obce Zátor.
- Od 30. dubna 1976 do 31. prosince 1991 byla dnešní obec Býkov-Láryšov částí obce Krnov pod názvem Býkov.

### Historický status města a historický status městyse
Dříve byla městem obec Osoblaha a až do 50. let 20. století, kdy byl tento status obcí zrušen, byla městysem obec Slezské Rudoltice (Městys Rudoltice). V Nisské kronice je jako městys Hermstadtu (latinsky urbs, německy Städtlein) zvaná obec Heřmanovice (něm. Hermannstadt). Město Opavice (v letech 1869–1880 pod názvem Opavice Město německy Tropplowitz Stadt nebo Tropplowitz Markt) je osada části obce Opavice v rámci Města Albrechtice.

### Mikroregiony
25 obcí (tj. všechny) SO ORP Krnov jsou členy dobrovolného sdružení obcí Mikroregion Krnovsko s centrem v Krnově.
Některé obce SO ORP Krnov jsou zároveň členy jiných mikroregionů (např. těchto: Venkovský mikroregion Dívčí Hrad, Mikroregion – Sdružení obcí Osoblažska, Mikroregion Quinburk, Dobrovolný svazek obcí Loučka, Sdružení pro výstavbu komunikace I/11-I/57, Sdružení obcí Praděd, Sdružení obcí Bruntálska, Mikroregion Opavsko-severozápad, Regionální sdružení obcí pro česko-polskou spolupráci Opavské Slezsko, Sdružení obcí Horního Slezska a severní Moravy, Sdružení pro rozvoj Moravskoslezského kraje, Místní agenda 21 Krnov).

### Místní akční skupina
Na území SO ORP Krnov působí Místní akční skupina Rozvoj Krnovska, o.p.s., jejíž území je tvořeno 24 obcemi SO ORP Krnov (bez města Krnova všechny ostatní obce SO ORP Krnov). Sídlo MAS Rozvoj Krnovska je v Osoblaze.

### Euroregiony
Obce SO ORP Krnov jsou členy Euroregionu Praděd. Krnov (do konce roku 2011) a Úvalno jsou zároveň členy Euroregionu Silesia.
Území SO ORP Krnov je součástí ESÚS Tritia, jehož členy jsou Moravskoslezský kraj, Slezské vojvodství a Opolské vojvodství a Žilinský samosprávný kraj.

### Sousední regiony
Správní obvod pověřeného obecního úřadu města Bruntál (SO ORP Bruntál), Správní obvod pověřeného obecního úřadu města Opava (SO ORP Opava, okres Opava),
Správní obvod pověřeného obecního úřadu města Zlaté Hory (SO ORP Jeseník, okres Jeseník, Olomoucký kraj) a polské gminy v Opolském vojvodství: gmina Hlubčice (okres Hlubčice), gmina Branice (okres Hlubčice), gmina Horní Hlohov (okres Prudník), gmina Lubrza (okres Prudník), gmina Prudník (okres Prudník), gmina Hlucholazy (okres Nisa).

## Doprava

### Silniční spojení
Nadregionální význam plní dvě silniční komunikace první třídy (č. I/45 a č. I/57), jenž zároveň tvoří urbanizační osy. Silnice č. I/45 vede z Olomouce přes Bruntál do Krnova, na ní navazuje droga krajowa nr 38 (DK38) státní hranice - Głubczyce - Kandřín-Kozlí) a na ní navazující droga krajowa nr 45 (DK45) do Opole.
Silnice č. I/57 vede z Opavy (zde na ní navazuje I/11) přes Krnov, Město Albrechtice k hraničnímu přechodu Vysoká, Bartultovice - Trzebina, na kterou navazuje droga krajowa nr 38 (DK38) státní hranice - Prudník - Nysa. Asi 70 km od českých hranic je nájezd na dálnici A4 (E40) spojující saský Dresden s Katowicemi. Z Nysy navazuje droga krajowa nr 46 (DK46) do Kłodzka. Z Kłodzka je možno jet do Náchoda, Hradce Králové a dále do Prahy.
V okolí SO ORP Krnov jsou silnice č. I/11 Hradec Králové - Šumperk - Rýmařov - Bruntál - Opava - Ostrava - Mosty u Jablunkova - Žilina (Slovensko) a silnice č. I/44 Šumperk - Jeseník - Mikulovice, na kterou navazuje droga krajowa nr 41 (DK41) Hlucholazy - Prudník - Horní Hlohov - Kandřín-Kozlí.
Silnice první třídy v SO ORP Krnov doplňují silnice 2. třídy č. II/457 Osoblaha – Jindřichov – Petrovice – Zlaté Hory, č. II/453 Město Albrechtice – Holčovice – Heřmanovice a dále do Vrbna pod Pradědem nebo Zlatých Hor nebo do Jeseníku, č. II/459 Krnov – Horní Benešov a silnice č. II/452 Holčovice – Karlovice. Velká část SO ORP Krnov je odkázána na silnice třetí třídy.

### Místa k překračování hranice
Jediným silničním hraničním přechodem bez omezení tonáže v SO ORP Krnov je hraniční přechod Vysoká, Bartultovice – Trzebina. Mezi Úvalnem (osada Branice) a Branicemi (ves Branice-Zamek) smí projíždět vozidla do 7,5 tun, mezi Krnovem-Chomýžem (Okružní ul.) a Chomiążí vozidla do 4 tun. Mezi Krnovem (Petrovická ul.) a Pietrowicemi, mezi Krnovem (Hlubčická ul.) a Ciermięcicemi, mezi Osoblahou (Polská ul.) a Pomorzowiczkami, mezi Hlinkou-Rylovkou a Krzyżkowicemi, mezi Rusínem a Gadzowicemi (v zimě bývá uzavřena kvůli sněhovým jazykům) a mezi Městem Albrechtice (Celní ul.) a Opawicou smí projíždět vozidla do 3,5 tuny (tzn. dodávková auta a užitkové vozy). Mezi Linhartovy a Lenarcicemi mohou projíždět vozidla do 2 tun. Přechod mezi Matějovice a Tarnkowou je omezen polní příjezdovou cestou a přechod mezi Pelhřimovy a Pielgrzymowem je omezen polní cestou mezi Piskořovem a Hrozovou. Ve stavbě je silnice ze Slezských Rudoltic do vsi Równe přes potok Hrozová a silnice z Jindřichova do osady Wieszczyna (součást vsi Dębowiec) ve gmině Prudnik.

### Železniční spojení
Železniční síť byla v SO ORP Krnov dobudována především na konci 19. a začátkem 20. století – všechny tratě jsou jednokolejné a neelektrifikované. Přeprava po železnici má regionální význam, v SO ORP Krnov se nacházejí tratě č. 292 Krnov – Głuchołazy – Mikulovice – Jeseník – Bludov - Šumperk s pokračováním do Zábřehu na Moravě a č. 310 Olomouc hl. n. – Valšov - Bruntál – Milotice nad Opavou - Krnov – Opava východ s pokračováním do Ostravy. V železniční pohraniční přechodové stanici Głuchołazy navazuje polská linie kolejowa nr 297 do stanice Nowy Świętów.
Z Třemešné do Osoblahy vede (přes obce Třemešná, Liptaň, Dívčí Hrad, Slezské Rudoltice, Bohušov, Osoblaha) úzkorozchodná trať č. 298. Úzkokolejná železnice je páteřní turistickou atrakcí Osoblažska.

### Letecká doprava
Nejbližší mezinárodní letiště je Letiště Leoše Janáčka Ostrava, dalším je Mezinárodní letiště Katowice. Předním regionálním letištěm je krnovské letiště ve vlastnictví Aeroklubu Krnov. Slouží zejména sportovním účelům, dále k protipožární prevenci, ochraně rostlin (zemědělství a lesnictví), vyhlídkovým letům a podnikatelům. Od roku 1994 má Letiště LKKR-Krnov statut veřejného vnitrostátního letiště.

### Říční doprava
Řeka Odra je splavná od polského přístavu Kozlí, který je od Krnova vzdálen 48 km po silnici.

## Cestovní ruch
Území SO ORP Krnov náleží spolu s územím SO ORP Bruntál z hlediska regionalizace cestovní ruchu dle České centrály cestovního ruchu CzechTourism (ČCCR) od roku 2010 do turistické oblasti Jeseníky – východ, která patří do turistického regionu Severní Morava a Slezsko (shoduje se s Moravskoslezským krajem). Do roku 2009 patřilo území SO ORP Krnov do turistické oblasti Jeseníky, která patřila do turistického regionu Severní Morava a Slezsko.
Sousední území SO ORP Jeseník patří od roku 2010 do turistické oblasti Jeseníky – západ, která patří do turistického regionu Střední Morava a Jeseníky (shoduje se s Olomouckým krajem). Sousední území SO ORP Opava patří do turistické oblasti Opavské Slezsko, která patří do turistického regionu Severní Morava a Slezsko. V Hrubém Jeseníku existuje pohádkový region Země děda Praděda.
Správní obvod obce s rozšířenou působností Krnov tvoří spolu s okresem Hlubčice a s okresem Prudník turistickou destinaci Slezsko bez hranic (polsky Śląsk bez granic).

## Náboženství
Obce SO ORP Krnov patří do římskokatolické děkanátu Krnov. Farnost Heřmanovice patřila od 1. února 2000 do 30. listopadu 2009 do děkanátu Bruntál. Do děkanátu Krnov náleží navíc farnosti Sosnová (SO ORP Opava) a Široká Niva (SO ORP Bruntál). Oblast krnovského děkanátu je možné přirovnat k misijnímu území. Praktikujících katolíků jsou zde nepatrné dvě procenta. Děkanát Krnov patří do Diecéze ostravsko-opavské.
Obce SO ORP Krnov patří do farního sboru Českobratrské církve evangelické v Krnově. Do krnovské diaspory (Bohušov, Brantice, Čaková, Heřmanovice, Ježník, Jindřichov, Krasov, Lichnov, Sosnová, Třemešná, Zátor, Zátor-Loučky) patří i obec Sosnová. Farní sbor v Krnově patří do Moravskoslezského seniorátu.
Obce SO ORP Krnov patří do náboženské obce Krnov Církve československé husitské, která patří do vikariátu Šumperk a do Olomoucké diecéze.
Obce SO ORP Krnov patří do pravoslavného Ostravsko-opavského okružního protopresbyterátu a do Eparchie olomoucko-brněnské.
Území okresu Bruntál patří od 1. dubna 1991 do Židovské obce Olomouc. Od roku 1962 do 31. března 1991 patřil okres Bruntál do Židovské náboženské obce Ostrava.

## Historie

### 1742
Roku 1742 na základě Vratislavského míru získalo Prusko rozsáhlé území Krnovského knížectví po levém břehu řek Opavy a Opavice, došlo k odloučení celého Hlubčicka. Státní hranice se posunula až k městu Krnovu, které se tak stalo pohraničním městem. Jen malé předmostí na sever od města Krnova bylo ponecháno pro jeho další rozvoj. Jižní část Krnovského knížectví se stala součástí vévodství Rakouské Slezsko, severní část součástí pruské provincie Slezsko. Zbývající torzo Krnovského knížectví muselo přeorientovat hospodářské zájmy z Horního Slezska na Moravu a Rakousko. Rozdělení Slezska znamenalo konec politického významu Krnova, v roce 1793 byl i krajský úřad přestěhován do Opavy.

### 1751–1783
Od roku 1751 patřilo území SO ORP Krnov do Krnovského kraje (něm. Jägerndorfer Kreis, pol. obwód karniowski).

### 1783–1848
Od roku 1783 patřilo území SO ORP Krnov do Opavského kraje (něm. Troppauer Kreis, pol. obwód opawski).

### 1848–1862
Území SO ORP Krnov patřilo do Slezska (1 kraj).

### 1849
V roce 1849 bylo zrušeno Krnovské knížectví.
Do zrušení patrimoniální správy náleželo území dnešního správního obvodu ORP Krnov do těchto územních jednotek: část Knížectví krnovského (Statek Brantice); Panství krnovské komory (Krasov, Čaková, Lichnov)), část Knížectví opavského (statek Hošťálkovy (Hošťálkovy, Vraclávek, Křížová, Česká Ves, Holčovice, Komora, Spálené) a statek Linhartovy (Linhartovy, Opavice, Burkvíz, Krásné Loučky)), část Knížectví nisského (Heřmanovice v panství Cukmantl/Zlaté Hory), statek minor Albrechtice, část Moravských enkláv ve Slezsku (Panství Dívčí Hrady; Statky Hrozová a Pelhřimovy; Panství Jindřichov, statky Janov, Bartultovice, Životice a Matějovice; Statek Německé Pavlovice; Panství Osoblaha, statky Fulštejn/Bohušov, Dolní a Horní Povelice, Bučávka). Krnovské knížectví zahrnovalo i některá území mimo dnešní s. o. ORP Krnov (např. v dnešním správním obvodu ORP Bruntál, v dnešním okrese Opava a v dnešním Polsku).

### 1862–1928
Území SO ORP Krnov do patří Slezska.

### 1850–1938

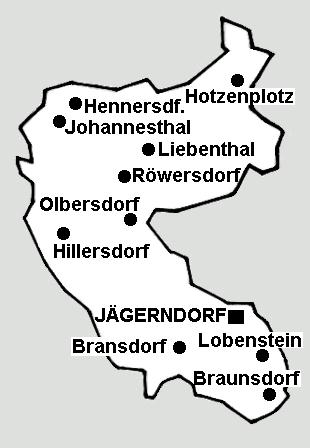
Politischer Bezirk Jägerndorf / Landkreis Jägerndorf

Území SO ORP Krnov patřilo v letech 1849–1938 do politického okresu Krnov (něm. Politischer Bezirk Jägerndorf; okresní hejtmanství). Politický okres Krnov se členil do 4 soudních okresů (něm. Gerichtsbezirk): Krnov (něm. Jägerndorf), Albrechtice (něm. Olbersdorf), Jindřichov (něm. Hennersdorf) a Osoblaha (něm. Hotzenplotz).
- politický okres Krnov (65 obcí)
  - soudní okres Albrechtice (19 obcí)
  - soudní okres Jindřichov (8 obcí)
  - soudní okres Krnov (13 obcí)
  - soudní okres Osoblaha (25 obcí)

Do soudního okresu Krnov patřily i obce Brumovice (v tom osady Brumovice (něm. Braunsdorf) a Pustý Mlýn (něm. Wüstemühl)) a Úblo (v tom osady Kolná (něm. Jagdhase), Pocheň (něm. Pochmühl) a Úblo (něm. Aubeln)).
Obce Sosnová a Lichnov (dnešní část obce Lichnov; něm. Lichten) patřily do soudního okresu Horní Benešov (něm. Benisch nebo Bennisch) a do politického okresu Bruntál (něm. Freudenthal). Město Heřmanovice (něm. Hermannstadt) patřilo soudního okresu Cukmantl (něm. Zuckmantel) a do politického okresu Frývaldov (něm. Freiwaldau).
- politický okres Krnov
  - soudní okres Albrechtice
    - Město Albrechtice (něm. Olbersdorf Stadt), Burkvíz (něm. Burgwiese), Heindorf, Holčovice (něm. Hillersdorf), Hošťálkovy (něm. Gotschdorf), Hynčice (něm. Heinzendorf), Hyršperk (něm. Hirschberg), Komora (něm. Kammer), Kružberk (něm. Kreuzberg), Kutlberk (něm. Kuttelberg), Linhartovy (něm. Geppersdorf), Krásné Loučky (něm. Schönwiese), Opavice (j. č.; něm. Tropplowitz), Rudíkovy (něm. Reigelsdorf), Valštejn (něm. Wallstein), Dlouhá Ves (něm. Langendorf), Nová Ves (něm. Neudörfel), Dlouhá Voda (něm. Langwasser), Vraclávek (něm. Klein-Bressel).
- p. o. Krnov
  - s. o. Jindřichov
    - Arnultovice (něm. Arnsdorf), Bartultovice (něm. Bartelsdorf), Janov (něm. Johannesthal), Jindřichov (něm. Hennersdorf), Petrovice (něm. Petersdorf), Pitárné (něm. Pittarn), Třemešná (něm. Röwersdorf), Vysoká (něm. Waißak).
- p. o. Krnov
  - s. o. Krnov
    - Brantice (něm. Bransdorf), Brumovice (něm. Braunsdorf), Býkov (něm. Pickau), Čaková (něm. Friedersdorf), Dubnice (j. č.; něm. Taubnitz), Krasov (něm. Kronsdorf), Krnov (něm. Jägerndorf), Loučky (něm. Wiese), Staré Purkartice (něm. Alt-Bürgersdorf), Radim (něm. Groß-Raden), Úblo (něm. Aubeln), Úvalno (něm. Lobenstein), Zátor (něm. Seifersdorf).
- p. o. Krnov
  - s. o. Osoblaha
    - Bučávka (něm. Butschafka), Fulštejn (něm. Füllstein), Hlinka (něm. Glemkau), Dívčí Hrad (něm. Maidelberg), Hrozová (něm. Grosse), Karlov (něm. Karlsdorf), Kašnice (něm. Kaschnitzberg), Koberno (něm. Kawarn), Nový Les (něm. Neuwald), Liptaň (něm. Liebenthal), Matějovice (něm. Matzdorf), Osoblaha (něm. Hotzenplotz), Německé Pavlovice (něm. Deutsch Paulowitz), Pelhřimovy (něm. Mährisch-Pilgersdorf), Piskořov (něm. Peischdorf), Dolní Povelice (něm. Nieder-Paulowitz), Horní Povelice (něm. Ober-Paulowitz), Městys Rudoltice (něm. Roßwald Markt), Ves Rudoltice (něm. Roßwald Dorf), Rusín (něm. Rausen), Sádek (něm. Zottig), Štundorf (něm. Stubendorf), Nová Ves (něm. Neudörfel), Víno (něm. Weine), Životice (něm. Seitendorf).

### v roce 1918
Od 28. října 1918 se politický okres Krnov nacházel v Československé republice (ČSR). Po vzniku Československa 28. října 1918 vyhlásili 29. a 30. října němečtí poslanci v pohraničí odbojné autonomní celky požadující nezávislost na Československu a připojení k Německému Rakousku. Území SO ORP Krnov patřilo pod Provincii Sudetsko (něm. Provinz Sudetenland) s centrem v Opavě. Správní středisko hejtmanství Sudety (něm. Sudetenland), Opava (něm. Troppau), bylo přitom obklopeno etnicky českým územím, a proto se uvažovalo o přenesení sídla správy do Krnova (něm. Jägerndorf).
Československo obnovilo územní integritu s tímto celkem bleskovou vojenskou akcí a během prosince 1918 byl tento celek prakticky bez odporu obsazen (Krnov byl obsazen 28. 12. 1918) a přestal existovat.

### 1921
Plebiscit v Horním Slezsku ve věci teritoriální příslušnosti Horního Slezska k Německu nebo k Polsku. Československo si dělalo nárok na oblasti osídlené Moravci (Hlubčicko a Ratibořsko), jenž si udrželi pocit sounáležitosti s Moravou, sami sebe označovali jako Moravce a jazyk, kterým hovořili, nazývali moravštinou. Na Hlubčicku bylo ponecháno Německu 17 českých nebo většinou českých obcí, v nejméně 10 dalších žily české menšiny.

### 1923–1928
V rámci navrženého župního zřízení patřily do župy XIV. Moravská Ostrava; slezská část soudní okres Krnov, s. o. Albrechtice, s. o. Osoblaha, s. o. Cukmantl, s. o. Horní Benešov. Z území o Moravskoostravské župy byla původně vyňat soudní okres Jindřichov byl začleněn do župy XII. Olomouc; slezská část. Šlo ale o omyl při přepisu rozhodnutí ústavního výboru parlamentu do finálního znění zákona, který byl proto ještě během roku 1920 korigován a soudní okres Jindřichov byl začleněn do Moravskoostravské župy.
Soudní okres Osoblaha a soudní okres Jindřichov zároveň patřily do Moravských enkláv ve Slezsku.

### do roku 1928
Do roku 1928 se politický okres Krnov nacházel v zemi Slezské.

### 1928–1938
Od 1. prosince 1928 se politický okres Krnov nacházel v zemi Moravskoslezské.

### 1938–1945
Po Mnichovské dohodě bylo od Česka odděleno pohraniční území.
Sudety byly připojeny k Německé říši. Politischer Bezirk se přejmenoval na Landkreis a Gerichtsbezirk se přejmenoval na Amtsgerichtsbezirk. Landkreis Jägerndorf (venkovský okres Krnov) patřily do Regierungsbezirk Troppau (vládní obvod Opava) a do Reichsgau Sudetenland (Říšská župa Sudety).

#### Sousední okresy
Landkreis Freiwaldau (venkovský okres Frývaldov), Landkreis Freudenthal (venkovský okres Bruntál) a Landkreis Troppau (venkovský okres Opava) patřily do Regierungsbezirk Troppau (vládní obvod Opava) v rámci Reichsgau Sudetenland (Říšská župa Sudety). Landkreis Leobschütz (venkovský okres Hlubčice) a Landkreis Neustadt (venkovský okres Prudník) do Provinz Schlesien (provincie Slezsko) taktéž v rámci Německé říše a od ledna 1941 do Regierungsbezirk Oppeln (vládní obvod Opolí) v rámci Provinz Oberchlesien (provincie Horní Slezsko).
1. září 1939 napadlo Německo Polsko a ve Škrochovicích (něm. Skrochowitz; venkovský okres Opava) byl otevřen internační tábor pro Poláky z Těšínska a Katovicka.
30. prosince 1943 byla obec Liebenthal (čes. Liptaň) přejmenována na Großliebental.

### 1945–1948
V březnu 1945 se Krnov stává bezprostředním frontovým územím. Blízkost fronty se projevovala ve městě Krnově od konce března, kdy bylo osvobozeno Osoblažsko.
Krnov, Brumovice, Lichnov, Zátor a dalších 18 obcí obsadila 6. května 1945 pevnostní brigáda generálmajora Ivana Nikolajeviče Vinogradova, takzvaná Dněstrovská obranná skupina. Příští den obsadila Rudá armáda Vrbno, Čakovou, Nové Heřminovy, Širokou Nivu a dalších 11 vesnic.
Po osvobození byly roku 1945 v obnoveném Československu v podstatě obnoveny správní poměry z doby před Mnichovskou dohodou. Obvod správního okresu Krnov tvoří obce soudních okresů Albrechtice, Jindřichov, Krnov a Osoblaha. České Slezsko (v něm správní okres Krnov) se stává součástí Slezské expozitury země Moravskoslezské.
V tomto období došlo k čechizaci německy znějících českých geografických názvů, např. Fulštejn (něm. Füllstein) na Bohušov, Heindorf na Hejnov, Hyršperk (něm. Hirschberg) na Jelení, Kružberk (něm. Kreuzberg) na Křížová, Kutlberk (něm. Kuttelberg) na Spálené, Německé Pavlovice (něm. Deutsch Paulowitz) na Slezské Pavlovice, Šelenburk/Šelemburk (něm. Schellenberg) na Zadní Cvilínský kopec, Štundorf (něm. Stubendorf) na Studnici.
Další šance na získání Hlubčicka Československem se objevila po druhé světové válce, avšak Poláci na znovuzískaných západních územích rozmístili proti Čechoslovákům vojska a Stalin Československu také zarazil jakékoliv územní požadavky přesahující hranice z r. 1937.

### 1946
Vysídlení sudetských Němců.

### 1948–1960
V letech 1948–1960 patřilo území SO ORP Krnov (včetně tehdejších obcí Lichnov a Heřmanovice) do okresu Krnov a do Ostravského kraje. Do okresu Krnov patřily i obec Brumovice (v tom osady Brumovice a Pustý Mlýn) a obec Úblo (v tom osady Kolná, Pocheň a Úblo). Obec Sosnová patřila do okresu Opava.

#### Sousední okresy
Okres Bruntál a okres Jeseník patřily do Olomouckého kraje. Okres Opava patřil do Ostravského kraje.

### od roku 1954
Od 21. června 1954 přijímá město Ansbach ve Středních Francích v Bavorsku patronát nad krnovskými Němci.

### 1959
Úpravy (narovnání a zkrácení) československo-polské státní hranice. Státní hranice se napřimovala proto, aby ji šlo lépe uhlídat.

### od roku 1960
Okres Krnov zanikl 1. července 1960 z důvodu malosti a tedy neekonomičnosti. Od roku 1960 dodnes patří území SO ORP Krnov do okresu Bruntál a do Severomoravského kraje. Město Bruntál se stalo navzdory třetinovému počtu obyvatel a horší spádovosti oproti Krnovu, okresním městem. Do okresu Bruntál bylo začleněno vedle západního dílu Opavska též Rýmařovsko, spolu s onou částí Nízkého Jeseníku, která se již hospodářsky začíná obracet k olomoucké části Hané. Takto sestavené území netvořilo ekonomický celek. Umístění okresních orgánů v Bruntále (ve středu nově vytvořeného okresního území) mělo dát možnost účinněji řešit problém dosídlení, rozvoje zemědělství a industrializace, zvláště na Bruntálsku a Rýmařovsku. Město Bruntál je jako administrativní centrum okresu lépe položeno.
Argumenty pro okres Bruntál byly, že se sloučí rozsáhlé zemědělské oblasti do jednoho celku, doly na olovo a zinek v Horním Benešově a ve Zlatých Horách budou fungovat pod jednou okresní střechou a pohraniční pásmo bude mít pod Bruntálem jednotnou správu. Podle administrativního členění z roku 1989 a podle sčítání lidu z roku 2001 by mělo město Bruntál rozlohu 129,25 km² a 20 322 obyvatel, neboť součástí města Bruntálu byly i tyto dnes samostatné obce: Dlouhá Stráň, Mezina, Milotice nad Opavou, Moravský Kočov a Slezský Kočov, Nová Pláň, Nové Heřminovy, Oborná, Staré Město, Valšov.

### 1968
21. srpna 1968 obsadila Krnovsko vojska Polské lidové republiky (PLR). Polské vojáky vystřídala v září 1968 Střední skupina vojsk Sovětské armády, která umístila v krnovských kasárnách tankový pluk. Jedna z pěti sovětských pozemních divizí byla dislokována v Bruntále (v blízkosti VVP Libavá).

### od roku 1969
Od 1. ledna 1969 se okres Bruntál nacházel v České socialistické republice (ČSR).

### od roku 1992
Obce SO ORP Krnov (kromě obcí Lichnov a Býkov-Láryšov) byly zahrnuty do vybraného území pohraničních oblastí České republiky.

### od roku 1995
V roce 1995 byla zřízena krnovská pobočka Okresního soudu v Bruntále. Do obvodu pobočky v Krnově patří území obcí SO ORP Krnov a navíc obec Sosnová.
Okres Bruntál patří pod Policii ČR – Územní odbor Bruntál (dříve Okresní ředitelství Bruntál). Území SO ORP Krnov se dále člení na Obvodní oddělení Krnov (územní působnost pro obce Krnov, Býkov, Brantice, Zátor, Čaková, Krasov) a na OOP Město Albrechtice (obce Město Albrechtice, Holčovice, Heřmanovice, Třemešná, Liptaň, Jindřichov, Vysoká, Janov, Petrovice, Osoblaha, Slezské Pavlovice, Hlinka, Dívčí Hrad, Slezské Rudoltice, Rusín, Bohušov). Obec Lichnov patří pod OOP Horní Benešov.

### 1996
Obec Zlaté Hory byla od 1. ledna 1996 převedena pod okres Jeseník v Olomouckém kraji.

### 1999
12. března 1999 byly Česko a Polsko přijaty do NATO.

### od roku 2000
Od roku 2000 patří území do VÚSC Moravskoslezský kraj.

### od roku 2003
Na základě zákona č. 320/2002 Sb. o změně a zrušení některých zákonů v souvislosti s ukončením činnosti okresních úřadů skončila k 31. 12. 2002 činnost Okresního úřadu Bruntál. Jeho kompetence přecházejí na:
- územně správní celky: pověřené obce s rozšířenou působností (tzv. obce III. kategorie) – Bruntál, Krnov, Rýmařov a na Moravskoslezský kraj.
- státní subjekty dle zvláštních zákonů: Okresní pozemkový úřad Bruntál, Úřad pro zastupování státu ve věcech majetkových – Územní pracoviště Ostrava – odbor Odloučené pracoviště Opava a Bruntál, Státní okresní archiv Bruntál, MV ČR – kontaktní pracoviště Bruntál.

### 2004
1. května 2004 vstoupily Česko a Polsko do Evropské unie.

### 2007
Obec Sosnová byla od 1. ledna 2007 převedena pod okres Opava Moravskoslezském kraji.
21. prosince 2007 se Česko a Polsko staly součástí Schengenského prostoru.